# Campionato sudamericano maschile di pallacanestro 1993
Il 35º Campionato dell'America Meridionale Maschile di Pallacanestro (noto anche come FIBA South American Championship 1993) si è svolto dal 29 maggio al 6 giugno 1993 a Guaratinguetá in Brasile. Il torneo è stato vinto dalla nazionale brasiliana.
I FIBA South American Championship sono una manifestazione contesa dalle squadre nazionali dell'America meridionale, organizzata dalla CONSUBASQUET (Confederazione America Meridionale), nell'ambito della FIBA Americas.

## Squadre partecipanti
- Argentina
- Brasile
- Uruguay
- Venezuela
- Ecuador
- Perù
- Cile

## Classifica finale
| Pos | Squadra   | V-P |
| --- | --------- | --- |
|     | Brasile   | 7-0 |
|     | Argentina | 5-2 |
|     | Venezuela | 4-2 |
| 4   | Uruguay   | 3-4 |
| 5   | Ecuador   | 2-4 |
| 6   | Cile      | 1-5 |
| 7   | Perù      | 0-6 |